# Атанас Атанасов (художник)
 Тази статия е за художника Атанас Атанасов.  За други личности с това име вижте Атанас Атанасов.  
Атанас Атанасов е български художник, един от изтъкнатите представители на съвременната българска живопис.

## Биография
Роден е през 1964 година в Бургас, племенник на бургаския художник Тодор Атанасов. През 1991 година завършва Националната художествена академия със специалност живопис в класа на проф. Светлин Русев. Още преди дипломирането си, през 1990 година, участва в конкурса за малоформатна живопис на галерия Del Bello, Торонто, на който печели трета награда. Членува в Съюза на българските художници от 1997 година.
Атанасов работи в областта на живописта, илюстрацията, миниатюрата, рисунката, стенописта. Рисува в жанровете портрет, голо тяло, пейзаж, фигурална композиция. Предпочитани техники са температа, акварелът, цветният молив. Творбите му се отличават с внимание към детайла, изящен рисунък и ефирна тоналност. За стила на Атанасов учителят му Светлин Русев, казва, че е „базиран на рафинирана чувствителност и творческа интерпретация на старата традиция на българската иконопис“. Творбите му често биват определяни като „ренесансови“.
Прави множество самостоятелни и съвместни изложби в България (София, Бургас, Варна, Пловдив) и чужбина:
- 1990 – Български икони и живопис, Тулуза, Алби, Кастр, Франция,
- 1997 – Международен конкурс за акварел Зинаида Ги, Италия,
- 1999 – Международен симпозиум за изобразителни изкуства – о. Самотраки, Гърция,
- 2002 – Изложба в галерия „Куатро“, Глатфелден (Швейцария) съвместно със Станимир Желев и Валентина Бъчварова и Едмонд Демирджиян.

Като илюстратор Атанас Атанасов работи за българското издателство „Кибеа“, канадското „Simply Read Books“ и „Lo Scarabeo Publishing House“, Торино, Италия. За „Lo Scarabeo“ изработва няколко комплекта от карти „Таро“, стилово вдъхновени от творчеството на Йеронимус Бош, Андреа Мантеня, Леонардо да Винчи и старинната българска и руска иконография.
Автор е и на множество проекти за пощенски марки, сред които:
- 2000 – пощенска марка, посветена на двеста години от рождението на Колю Фичето (в съавторство),[7]
- 2002 – две пощенски марки, посветени на стогодишнините от рождението на писателя Ангел Каралийчев и на композитора Веселин Стоянов,
- 2003 – пощенска карта, посветена на 60-годишнината от рождението на Георги Аспарухов – Гунди, [8]
- 2004 – две пощенски марки, посветени на стогодишнините от рожденията на художниците Васил Стоилов и Стоян Венев ( Архив на оригинала от 2012-05-06 в Wayback Machine.) и на Борис Иванов и Любен Димитров ( Архив на оригинала от 2012-05-06 в Wayback Machine.)
- 2005 – пощенска карта, посветена на осемстотната годишнина от Битката при Адрианопол,
- 2006 – пощенска марка, посветена на стогодишнината от рождението на акад. Дмитрий Лихачов,
- 2008 – юбилеен комплект от пощенска марка, специален илюстрован плик и специален пощенски печат по повод 130 години от подписването на Санстефанския мирен договор и Освобождението на България,[9]
- 2009 – портрет на Никола Вапцаров.[10]

Атанас Атанасов е носител на множество награди, сред които:
- 2006 – диплом за цялостно представяне от третото Биенале на малките форми, Плевен,
- 2007 – наградата на галерия „Станислав Доспевски“, Пазарджик, от националната изложба „Левски и времето“,
- 2008 – наградата за живопис от биеналето „Приятели на морето“, Бургас, за портрета му на поета Христо Фотев.[11]